# Harry Ackerman
Harry Ackerman (Albany, 17 novembre 1912 – Burbank, 3 febbraio 1991) è stato un produttore televisivo statunitense della Screen Gems, dipartimento televisivo della Columbia Pictures.
È stato uno dei più prolifici produttori esecutivi al mondo, con ventuno serie televisive ideate tra il 1958 e il 1974. Deceduto per insufficienza polmonare al St. Joseph Medical Center di Burbank, California, giace al Forest Lawn Memorial Park.

## Riconoscimenti
Ackerman vinse due Emmy Awards e, avendo lavorato in televisione, è stato iscritto nella Hollywood Walk of Fame di Los Angeles.